# Warabouc
Le Warabouc est une créature légendaire issue du folklore du département français de la Meuse, en Lorraine. Elle aurait l'aspect d'un homme avec une tête de bouc (d'où son nom). La tradition prétend que ce serait l'incarnation du Diable lui-même.

## Description
Le Warabouc aurait sévi dans les forêts touffues du Nord de la Meuse, dans la région d'Avioth. Plus précisément, son repaire se situait probablement dans la forêt de Verneuil-Grand, où il organisait de grands sabbats avec les sorcières de la région.
D'après la légende, une jeune fille a réussi à capturer le monstre à l'aide d'un signe de croix, puis celui-ci étant devenu docile, elle l'a conduit devant les tours de la basilique d'Avioth où la créature a disparu dans de grandes gerbes de flammes.
En souvenir de l’acte de bravoure de la jeune fille se trouve à Avioth une petite statue la représentant avec la bête. En fait, la statue en question représente sainte Marguerite d'Antioche aux côtés du démon (ou du dragon).